# Cave Cove

L'île de Géorgie du Sud et le trajet des hommes de Shackleton.

Cave Cove est une petite crique du sud de la baie du roi Haakon en Géorgie du Sud.
Elle est mieux connue pour son lien avec l'expédition Endurance. En effet, c'est le lieu où le James Caird a débarqué en provenance de l'île de l'Éléphant après un voyage épique en mai 1916. Cet événement est commémoré par une petite plaque commémorative.